# Elachiptera tecta
Elachiptera tecta är en tvåvingeart som beskrevs av Becker 1916. Elachiptera tecta ingår i släktet Elachiptera och familjen fritflugor. Inga underarter finns listade i Catalogue of Life.